# 马苏万
马苏万（法語：Massoins，法語發音：[maswɛ̃]）是法国滨海阿尔卑斯省的一个市镇，位于该省中部，瓦尔河左岸，属于尼斯区。

## 地理
马苏万（43°56'30"N, 7°7'29"E）面积12.13 平方千米，位于法国普罗旺斯-阿尔卑斯-蓝色海岸大区滨海阿尔卑斯省，该省份为法国东南部沿海省份，南濒地中海，西南至瓦尔省，西北接上普罗旺斯阿尔卑斯省，北部和东部与意大利接壤。
与马苏万接壤的市镇（或旧市镇、城区）包括：拜罗勒、马洛塞讷、图尔内福尔、瓦尔河畔维拉尔。
马苏万的时区为UTC+01:00、UTC+02:00（夏令时）。

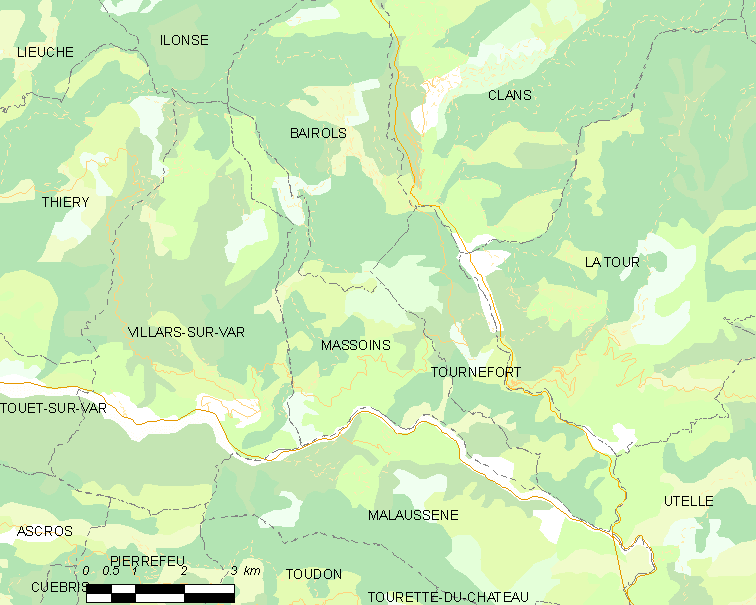
马苏万的OSM定位图

## 行政
马苏万的邮政编码为06710，INSEE市镇编码为06082。

## 政治
马苏万所属的省级选区为旺斯县。

## 人口

1962-2008年间马苏万人口变化图示

马苏万于2022年1月1日时的人口数量为127人。